# Linha 2 (MTS)
A Linha 2 do Metro Sul do Tejo é uma das três linhas do sistema de metro ligeiro da Margem Sul. Com 9 estações, liga as estações do Pragal a Corroios numa extensão aproximada de seis quilómetros, ligando um eixo que serve o munícipio, desde Pragal passando pelo Laranjeiro e a EN10, terminando em Corroios, já no Seixal.

## História

### Corroios - Cova da Piedade
O seu troço inicial entre Corroios e Cova da Piedade foi inaugurado a 30 de abril de 2007, entrando ao serviço da população a 1 de maio do mesmo ano. Inicialmente, a linha 2 operava no mesmo troço e percurso que a linha 1, circulando entre Corroios e a Cova da Piedade.

### Prolongamento à Universidade e Linha 23
Após os testes com as automotoras terem começam a 30 de novembro de 2007, foi inaugurado o troço entre Cova da Piedade e a Universidade a 15 de dezembro do mesmo ano, fazendo a linha sendo expandida até à Universidade, circulando por um tempo em conjunto com a linha 3 numa linha híbrida (23), enquanto o troço até Cacilhas não era inaugurado, ligando durante um ano a Universidade à Cova da Piedade, Laranjeiro e Corroios sem recorrer a transbordos.

### Encurtamento ao Pragal
Após a abertura da extensão do Metro até Cacilhas em 2008, a linha foi encurtada ao Pragal, terminando a linha híbrida 23 e a ligação direta entre Corroios, Laranjeiro e Cova da Piedade à Universidade, com a linha 3 tomando de vez o percurso entre as estações da Universidade e Pragal.

## Conexões

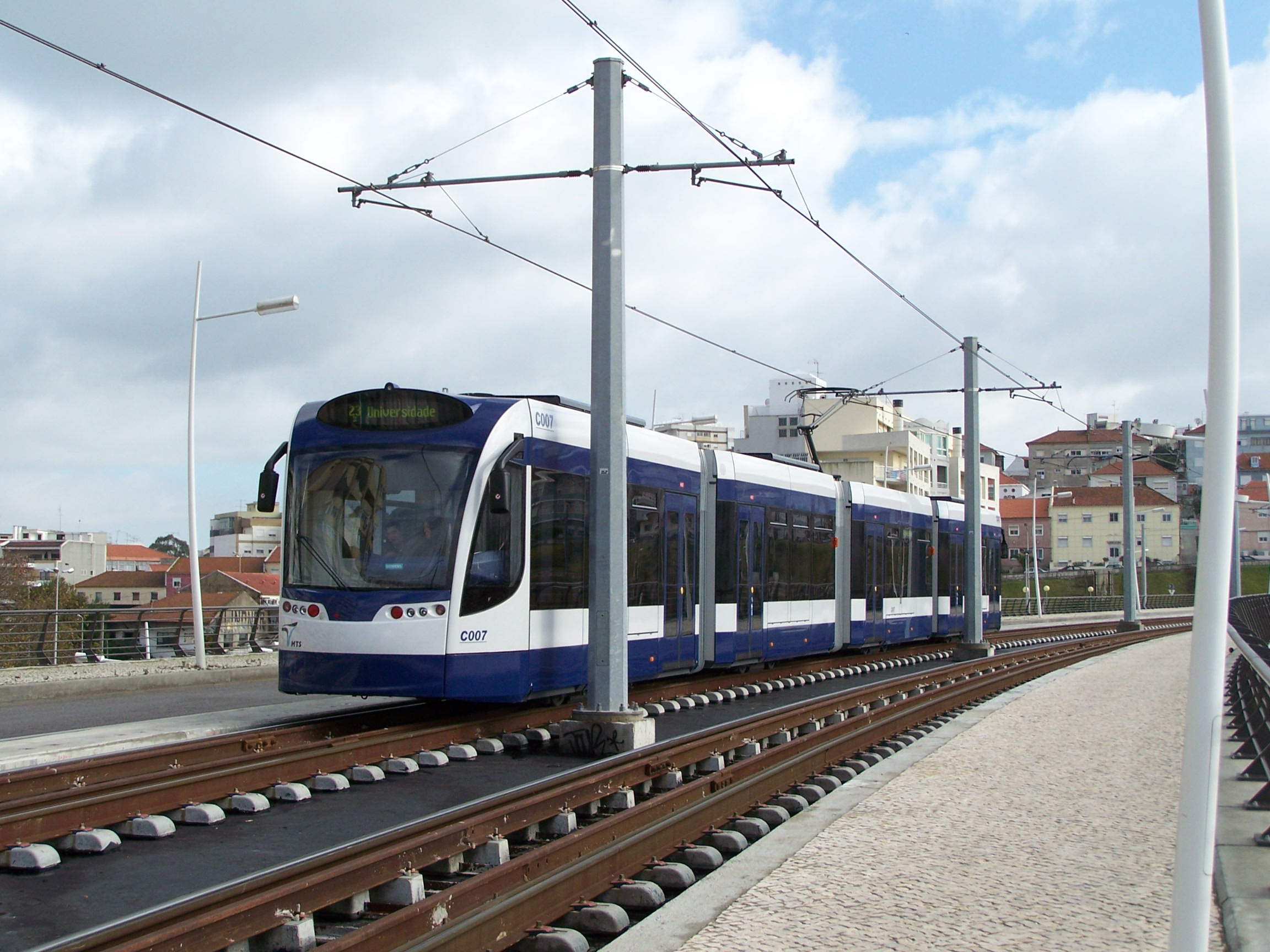
Automora da MTS (C007) na Cova da Piedade, circulando na linha híbrida 23.

Sendo um sistema com formato de Y, a linha 2 tem sempre ligação com as outras duas linhas do metro em todas as estações do seu percurso, e com a Carris Metropolitana.
Em Corroios, a linha tem ligações com a Fertagus, servindo a estação com mesmo nome, sendo o terminal compartilhado com a linha 1 e circulando com esta até à estação da Cova da Piedade, onde existe ligações com autocarros de longo curso, e com a carreira 753 da Carris.
A partir da Ramalha, a linha cruza-se com a linha 3, circulando com esta até ao Pragal, aonde a linha 2 termina. No Pragal, existe ainda ligações com a Fertagus, tornando-se uma opção alternativa de servir as localidades entre as duas estações.

## Estações

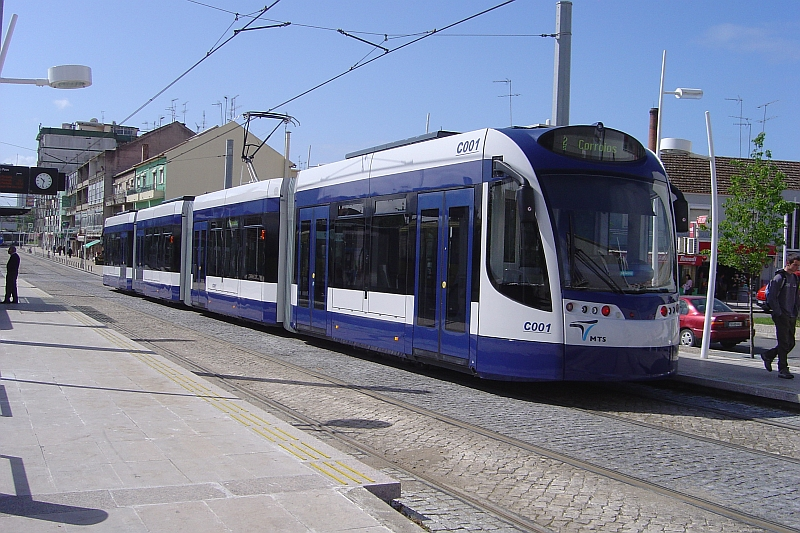
Automotora da MTS na Casa do Povo.

Pragal |  

 Ramalha | 

 Cova da Piedade | 

 Parque da Paz | 

 António Gedeão | 

 Laranjeiro | 

 Santo Amaro | 

 Casa do Povo | 

 Corroios |  